# Phaedyma nerio
Phaedyma nerio är en fjärilsart som beskrevs av Nicéville 1900. Phaedyma nerio ingår i släktet Phaedyma och familjen praktfjärilar. Inga underarter finns listade i Catalogue of Life.